# Glypta animosa
Glypta animosa är en stekelart som beskrevs av Cresson 1870. Glypta animosa ingår i släktet Glypta och familjen brokparasitsteklar. Inga underarter finns listade i Catalogue of Life.